# Zdeněk Nehoda
Zdeněk Nehoda (Hulín, 9 de maio de 1952) é um ex-futebolista profissional checo que atuava como atacante e é amplamente reconhecido como um dos maiores jogadores da história do futebol tchecoslovaco.

## Primeiros anos e início da carreira
Zdeněk Nehoda iniciou sua carreira profissional no clube TJ Gottwaldov (atual FC Fastav Zlín) entre 1969 e 1971, onde demonstrou desde cedo sua habilidade técnica e faro de gol. Em 1971, transferiu-se para o Dukla Praga, onde consolidou sua carreira e se tornou uma peça fundamental do time até 1983. 

## Carreira na Europa Ocidental
Em 1983, Nehoda partiu para o futebol europeu ocidental, onde jogou pelo SV Darmstadt 98 na Alemanha (1983), pelo Standard de Liège na Bélgica (1984), e pelo FC Grenoble na França (1984–1986). Encerrou sua carreira em clubes menores, incluindo o SC Amaliendorf na Áustria (1986–1989).

## Seleção Nacional
Zdeněk Nehoda é um dos maiores ícones da Seleção Tchecoslovaca de Futebol, atuando entre 1971 e 1987. Disputou 91 partidas e marcou 31 gols, sendo uma presença constante e capitão da equipe durante os principais torneios da década de 1970 e 1980.
Participou da Copa do Mundo FIFA de 1982 na Espanha, sendo um dos líderes da equipe tchecoslovaca.
Também foi peça-chave nas campanhas da seleção nos Campeonatos Europeus de Futebol de 1976 e 1980, conquistando o título europeu em 1976, em uma final memorável contra a Alemanha Ocidental.

## Estilo de jogo
Nehoda era um atacante versátil, com grande técnica, finalização precisa e inteligência tática. Conhecido por sua habilidade com ambos os pés e capacidade de marcar gols decisivos, ele combinava força física com agilidade, sendo também um excelente cabeceador. Sua liderança dentro de campo o tornou capitão natural da seleção.

## Legado
Zdeněk Nehoda é considerado um dos maiores jogadores da história do futebol tchecoslovaco. Sua contribuição para o título da Eurocopa de 1976 e seu desempenho na Copa do Mundo de 1982 o tornaram um símbolo da geração dourada do futebol da antiga Tchecoslováquia. Após a aposentadoria, envolveu-se com treinamentos de jovens jogadores e participou de eventos comemorativos ligados ao futebol checo.

## Títulos

### Clube
- Dukla Praga
  - Campeonato Tchecoslovaco: 1976–77, 1978–79, 1981–82

### Seleção
- Campeonato Europeu de Futebol – 1976

## Estatísticas pela seleção
| Ano       | Jogos | Gols |
| --------- | ----- | ---- |
| 1971–1987 | 91    | 31   |